# Jordi Raïch i Curcó
Jordi Raïch i Curcó   (Barcelona, 1963) és un escriptor català i expert en ajut humanitari, especialment conegut pel seu llibre El espejismo humanitario, una obra polèmica i autocrítica que disseca l'ajuda humanitària contemporània i analitza les relacions entre el cooperant i els diferents actors del món solidari. El llibre ha estat objecte de nombrosos debats i s'ha convertit en una referència per les ONG i tots aquells que es dediquen a la cooperació. Raïch és també conegut per la seva controvertida teoria sobre l'evolució ètica de la idea humanitària, desenvolupada en el seu assaig homònim i segons la qual l'humanitarisme del segle XXI perjudica el desenvolupament i l'aplicació dels drets humans.
Jordi Raïch estudià biologia, dret i relacions internacionals. Des de 1986 treballa en ajuda humanitària com a coordinador de projectes, avaluador, investigador i consultor en epidèmies, terratrèmols, fams i guerres. Ha treballat en més de trenta països, entre ells Somàlia, Ruanda, Afganistan (on hi va viure tres anys), la Base Naval de Guantánamo dels EUA (Cuba), Libèria, Palestina, Sudan i Colòmbia i ha viatjat per més un centenar.
A Espanya va ser Director de Relacions Externes de Metges Sense Fronteres (MSF) i és cofundador d'Arquitectes Sense Fronteres. També és investigador associat, especialitzat en ètica i ajuda humanitària, de l'Institut sobre Conflictes i Acció Humanitària. En 2011 va ser nomenat president del Comitè Internacional de la Creu Roja (CICR) a Colòmbia.
Professor convidat en diverses universitats, és col·laborador habitual de programes de ràdio i televisió. Autor de nombrosos llibres, assajos, articles d'opinió i reportatges.

## Llibres publicats
Autor
- ONGistán (Endebate 2014)
- Bogotá: Grafiticity. Colombian Street Art (Amazon Kindle 2013)
- El caos sostenible (Península 2012)
- AfganiSatán. A través de un país maldito (Amazon Kindle 2010)
- Guerres de Plàstic (Cossetània 2008)[4]
- El espejismo humanitario (Debate 2004 i Random House eBook 2013)
- Afganistán también existe (RBA 2002)
- Evolución ética de la ayuda humanitaria (Cuadernos para el debate 2002 i Amazon Kindle 2012)

Coautor
- Mujer, todos somos una (San Pablo 2017)
- Was Gabo an Irishman? (Papen Press 2015)
- Humanitarismo militar, militarismo humanitario (Centre Delàs d'Estudis per la Pau, 2007)
- No a la guerra (RBA i Ara Llibres 2003)
- Before Emergency: Conflict Prevention and the Media (Universidad de Deusto 2003)
- Fogo sobre os media (Quarteto 2003)
- Guerra y olvido (Intermón-Oxfam 2002)

Coeditor
- El laberinto humanitario (Acento 1999)